# Dark Side of the Moon (EP)
Dark Side of the Moon es el primer EP en solitario de la cantante surcoreana Moonbyul. Fue lanzado el 14 de febrero de 2020 por RBW y distribuido por Kakao M. El miniálbum contiene seis pistas, incluyendo la canción principal titulada «Eclipse» (달이 태양을 가릴 때), además de los sencillos lanzados previamente, «Snow» y «Weird Day» (feat. Punch).

## Antecedentes y lanzamiento
El 30 de enero de 2020, RBW, sello discográfico de Mamamoo, agrupación de la cantante surcoreana Moonbyul, anunció la realización de su segundo álbum en solitario y primer miniálbum, Dark Side of the Moon, a lanzarse el 14 de febrero, informando además la realización de un concierto en solitario el 4 y 5 de abril del mismo año. Al día siguiente se informó que su canción de prelanzamiento sería «Weird Day», que cuenta con la colaboración de la cantante Punch.
El 4 de febrero se lanzó un adelanto de su sencillo de prelanzamiento, mientras que el 7 de febrero se compartió un vídeo conceptual del nuevo álbum. Al día siguiente fue publicada la lista de canciones, confirmando que el EP contendría cinco canciones, incluyendo la pista principal titulada «Eclipse», además de su anterior canción, «Snow». El 6 de febrero fue publicada la imagen de portada del nuevo álbum.
El 14 de febrero a las 18:00 hrs. (KST), fue lanzado el miniálbum junto con el vídeo musical de su canción principal.

## Lista de canciones
| CD    |                                   |                                                                            |                                                                  |                                  |          |  |
| N.º   | Título                            | Letras                                                                     | Música                                                           | Arreglos                         | Duración |  |
| 1.    | «Eclipse (달이 태양을 가릴 때)»   | Moonbyul, Kim Dohoon, Mingky, Lee Woosang, Yongbae, Inner Child (Monotree) | Kim Dohoon, Mingky, Lee Woosang, Yongbae, Inner Child (Monotree) | Seo Yongbae, Lee Woosang, Mingky | 3:28     |  |
| 2.    | «Mirror»                          | Mingky, Moonbyul                                                           | Mingky, Moonbyul                                                 | Mingky                           | 3:26     |  |
| 3.    | «ILJIDO»                          | Park Woosang                                                               | Park Woosang, Mingky                                             | Mingky                           | 3:01     |  |
| 4.    | «Moon Movie»                      | Moonbyul, Park Woosang                                                     | Park Woosang                                                     | Park Woosang                     | 3:38     |  |
| 5.    | «Weird Day (낯선 날)» (ft. Punch) | Kang Jiwon, Park Woosang                                                   | Kang Jiwon                                                       | Kang Jiwon                       | 3:22     |  |
| 6.    | «Snow (눈)»                       | Moonbyul, Park Woosang                                                     | Park Woosang                                                     | Park Woosang                     | 3:24     |  |
| 20:23 |                                   |                                                                            |                                                                  |                                  |          |  |

## Posicionamiento en listas
| Lista (2020)                     | Mejor posición |
| -------------------------------- | -------------- |
| Corea del Sur (Gaon Album Chart) | 2              |

## Historial de lanzamiento
| Fecha                 | Formato                         | Sello discográfico |
| --------------------- | ------------------------------- | ------------------ |
| 14 de febrero de 2020 | CD, descarga digital, streaming | RBW, Kakao M       |